# Юнона кавказская
Юнона кавказская (лат. Juno caucasica) — вид травянистых растений рода Юнона (Juno) семейства Ирисовые (Iridaceae), распространённый на Кавказе и в Западной Азии.

## Ботаническое описание
Многолетние травянистые растения, (10) 15—20 (30) см высотой. Луковица яйцевидная, около 2 см толщиной. Запасающие корни едва утолщённые, почти шнуровидные. стебли густо облиственные. Листьев (4) 6—7 (9), двурядные, ланцетные, вдоль сложенные, серповидно изогнутые, постепенно к верхушке суженные, довольно длинные, 10—12 см длиной, у основания 1—1,5 см шириной, в нижней части сизовато-зелёные, по хрящеватому бело-окаймленному краю в один или несколько рядов короткореснитчатые.
Цветков в числе (1) 2—4 (5), бледно-жёлтые, или зеленовато-жёлтые, реже голубовато-жёлтые, прозрачные. Прицветники более или менее равные, вздутые, зеленоватые, заострённые, 6—7,5 см длиной. Трубка околоцветника около 4 см длиной, иногда с фиолетовым налётом; наружные доли отгиба околоцветника вверх направленные, продолговато-лопатчатые или слегка яйцевидно-эллиптические, тупые, на верхушке отогнутые, (3) 3,5—4 см длиной и 2—2,5 см шириной, без перетяжки, отделяющей ноготок от пластинки, в средней части с мелкогородчатым тёмно-желтым гребешком; внутренние доли — вниз отогнутые или горизонтально расположенные, обратноланцетные, заострённые, цельные, 1,5—2 см длиной. Тычинок 3; пыльники 12 мм длиной; тычиночные нити 8 мм длиной. Ветви столбика 2,5—3 см длиной; лопасти столбика широко косо треугольные, цельнокрайные, тупые, около 1 см длиной и 0,5 см шириной; рыльце обратно-почковидное, более или менее глубоко 2-лопастное. Плод — эллиптическая коробочка, 4—4,5 см длиной, до 1,5 см шириной. Семена обратнояйцевидные, светло-коричневые, морщинистые, 4 мм длиной, 2,5 мм шириной, у основания с клювовидным носиком 1 мм длиной.
Цветение в марте—июне, плодоношение в июне—июле. Хромосомное число 2n = 22.

## Синонимы
- Coresantha caucasica (M.Bieb.) Klatt (1866)
- Costia caucasica (M.Bieb.) Willk. (1860)
- Iris caucasica M.Bieb. (1808) basionym — Ирис кавказский, или Касатик кавказский
- Iris caucasica var. typica Regel (1884), nom. inval.
- Neubeckia caucasica (M.Bieb.) Alef. (1863)
- Thelysia caucasica (M.Bieb.) Parl. (1860)
- Xiphion caucasicum (M.Bieb.) Baker (1871)